# Аксел Руди Пел
Аксел Руди Пел (Бохум, 27. јун 1960) је немачки хеви метал гитариста. Започео је каријеру у бенду Steeler, чији је члан био у периоду 1984-1988, а 1989. започео је соло каријеру.
Током каријере сарађивао је са бубњарима као што су Јерг Михаел и Мајк Терана, као и певачима као што су Роб Рок и Џеф Скот Сото.

## Чланови
Тренутна постава:
- Аксел Руди Пел - гитара
- Џони Ђоели - вокали (од 1997.)
- Мајк Терана - бубњеви (од 1998.)
- Ферди Дернберг - клавијатуре (од 1997.)
- Фолкер Кравчак - бас

Бивши чланови:
- Вокали:
  - Чарли Хун (1989)
  - Роб Рок (1991)
  - Џеф Скот Сото (1992–1997)

- Бас:
  - Јерг Дајсингер (1989)
  - Томас Смушински (1989)

- Бубњеви:
  - Јерг Михаел (1989–1998)

Клавијатуре:
- - Георг Хан (1989)
  - Ридигер Кениг (1989)
  - Каи Раглевски (1991–1992)
  - Жили Гро (1993–1996)
  - Кристијан Волф (1997)

## Дискографија
1. Steeler:
- Steeler (1984)
- Rulin' The Earth (1985)
- Strike Back (1986)
- Undercover Animal (1988)

2. Соло:
Албуми:
- Wild Obsession (1989)
- Nasty Reputation (1991)
- Eternal Prisoner (1992)
- Between the Walls (1994)
- Black Moon Pyramid (1996)
- Magic (1997)
- Oceans of Time (1998)
- The Masquerade Ball (2000)
- Shadow Zone (2002)
- Kings and Queens (2004)
- Mystica (2006)
- Diamonds Unlocked (2007)
- Tales of the Crown (2008)
- The Crest (2010)
- Circle of the Oath (2012)
- Into the Storm (2014)
- Game of Sins (2016)
- Knights Call (2018)
- Sign of the Times (2020)
- Diamonds Unlocked (2021)
- Lost XIII (2022)
- Risen Symbol (2024)

Компилације:
- The Ballads (1993)
- The Ballads II (1999)
- The Wizard's Chosen Few (2000)
- The Ballads III (2004)
- The Best of Axel Rudi Pell: Anniversary Edition (2009)

Лајв-албуми:
- Made in Germany (1995)
- Knights Live (2002)

DVD-и:
- Knight Treasures (Live and More) (2002)
- Live Over Europe 2008
- One Night Live (2010)